# Radlje ob Dravi
Radlje ob Dravi (em alemão:  Mahrenberg) é um município da Eslovênia. A sede do município fica na localidade de mesmo nome.